# تری‌استون آمین
تری‌استون آمین (به انگلیسی: Triacetone amine) با فرمول شیمیایی C۹H۱۷NO یک ترکیب شیمیایی با شناسه پاب‌کم ۱۳۲۲۰ است. که جرم مولی آن 155.23 g/mol می‌باشد. شکل ظاهری این ترکیب، جامد بی رنگ است.